# Garrett Hardin
Garrett James Hardin (21. dubna 1915 – 14. září 2003) byl významný americký ekolog. Patřil mezi ty vědce, kteří varují před nebezpečím přelidnění a propagoval politiku kontroly populace.
Hardin vystudoval v roce 1936 zoologii na University of Chicago. V roce 1941 obdržel titul Ph.D. na Stanfordově univerzitě. Posléze pracoval pro Carnegie Institution for Science a získal profesuru na University of California, Santa Barbara.
Jeho nejznámější dílo je esej Tragédie obecní pastviny, kterou publikoval v časopise Science v roce 1968. Nastiňuje v ní situaci, v níž více jedinců, kteří jednají nezávisle ve vlastním zájmu, v konečném důsledku poškozuje společné omezené zdroje, což není v zájmu žádného z nich.
Hardin podepsal prohlášení vědců Mainstream Science on Intelligence. Vystupoval na podporu kontroly populace a proti imigraci a multikulturalismu. Jeho postoj k interrupcím a kreacionismu byl důvodem kritiky ze strany náboženské pravice, naopak za své texty o otázkách sociobiologie, rasových rozdílů, imigrace a multikulturalismu byl kritizován ze strany kulturní levice.
Ve věku 88 let spáchal jako vážně nemocný se svou 81letou, též vážně nemocnou, manželkou společnou sebevraždu.

## Knihy
- 1965, Nature and Man's Fate New American Library. ISBN 0-451-61170-5
- 1972, Exploring new ethics for survival: the voyage of the spaceship Beagle Viking Press. ISBN 0-670-30268-6
- 1973, Stalking the Wild Taboo W. Kaufmann. ISBN 0-913232-03-3
- 1977, The Limits of Altruism: an Ecologist's view of Survival Indiana University Press. ISBN 0-253-33435-7
- 1980, Promethean Ethics: Living With Death, Competition, and Triage University of Washington Press. ISBN 0-295-95717-4
- 1982, Naked Emperors: Essays of a Taboo-Stalker William Kaufmann, Inc. ISBN 0-86576-032-2
- 1985, Filters Against Folly, How to Survive despite Economists, Ecologists, and the Merely Eloquent Viking Penguin. ISBN 0-670-80410-X
- 1993, Living Within Limits: Ecology, Economics, and Population Taboos Oxford University Press. ISBN 0-19-509385-2
- 1999, The Ostrich Factor: Our Population Myopia Oxford University Press. ISBN 0-19-512274-7